# 分流の法則

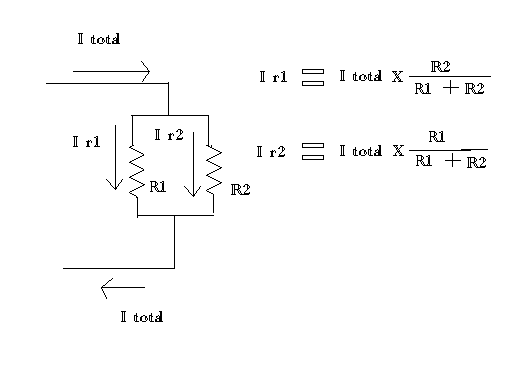
2つの抵抗器からなる分流回路と分流の法則

分流の法則（ぶんりゅうのほうそく、英: Current divider rule）とは、あるインピーダンスや電気回路が他のインピーダンスと並列に接続されているときに、それを流れる電流を求める方法である。
2つ以上のインピーダンスが並列に接続されているとき、その回路に入ってくる電流は抵抗値に反比例する（オームの法則）。このとき、各インピーダンスを流れる電流は消費電力が最小となるように分かれる。よって、2つのインピーダンスが同じ値であれば、電流は半分ずつに分割される。

## 抵抗表記
抵抗 {\displaystyle R_{1},R_{2},R_{3},...} からなる並列回路において、その中の1つの抵抗 {\displaystyle R_{x}} を流れる電流 {\displaystyle I_{x}} は次の通り。
{\displaystyle I_{x}={\frac {R_{t}}{R_{x}}}I_{t}}
{\displaystyle I_{t}} は並列回路に入ってくる全電流、{\displaystyle R_{t}} は並列回路全体の合成抵抗である。{\displaystyle R_{t}} は次のように表される。
{\displaystyle {\frac {1}{R_{t}}}={\frac {1}{R_{1}}}+{\frac {1}{R_{2}}}+{\frac {1}{R_{3}}}+...\ .}
また、{\displaystyle I_{t}} は次のようになる。
{\displaystyle I_{t}=I_{1}+I_{2}+I_{3}+...\ .}
分流の法則は交流回路においても成り立つので、抵抗{\displaystyle R}をインピーダンス{\displaystyle Z}に置き換えることで次のように一般化することができる。
{\displaystyle I_{x}={\frac {Z_{t}}{Z_{x}}}I_{t}}

## アドミタンス表記
前式をアドミタンス{\displaystyle Y=Z^{-1}}を用いて表記すると次のようになる。
{\displaystyle I_{x}={\frac {Y_{x}}{Y_{t}}}I_{t}}
これは分圧の法則のインピーダンスをアドミタンスにし、電流と電圧を入れ替えたものに等しい。すなわち双対の関係にある。

## 解説
2つの抵抗器 {\displaystyle R_{1}} と {\displaystyle R_{2}} を並列接続した回路を想定する。この並列回路にかかる電圧を {\displaystyle E} としたとき、並列に接続された各抵抗器には電圧 {\displaystyle E} が印加される。{\displaystyle R_{1}} に流れる電流を {\displaystyle I_{1}}、{\displaystyle R_{2}} に流れる電流を {\displaystyle I_{2}} とする。全電流を {\displaystyle I} とすると、キルヒホッフの法則から、次が成り立つ。
{\displaystyle I=I_{1}+I_{2}}
各抵抗器にかかる電圧は {\displaystyle E} であるから、オームの法則から各電流は次のようになる。
{\displaystyle I_{1}={\frac {E}{R_{1}}}}
{\displaystyle I_{2}={\frac {E}{R_{2}}}}
これらの式から、{\displaystyle I_{1}} および {\displaystyle I_{2}} を抵抗値と {\displaystyle I} だけで表すと次のようになる。
{\displaystyle I_{1}={\frac {R_{2}}{R_{1}+R_{2}}}I}
{\displaystyle I_{2}={\frac {R_{1}}{R_{1}+R_{2}}}I}
並列回路としての全体抵抗は次のようになる。
{\displaystyle R_{t}={\frac {R_{1}R_{2}}{R_{1}+R_{2}}}}
ここで
{\displaystyle {\frac {R_{t}}{R_{1}}}={\frac {R_{2}}{R_{1}+R_{2}}}}
であるから
{\displaystyle I_{1}={\frac {R_{t}}{R_{1}}}I}
となる。

### 応用
分流器は特に大電流の測定に使用され、測定デバイスが電流経路の 1 つを形成するためシャントと呼ばれます。ただし、メインパスにはごくわずかな部分電流しか流れないため、基本的にはメインパスで降下した電圧を測定します。マルチメータには、さまざまな領域の電流を測定するための切り替え可能な分流器が含まれています。
それらの一部を以下に示します:
- 電流制限と保護
- センサー技術と計測
- 信号分配
- ホイートストンブリッジ回路
- トランジスタ回路のバイアス電圧